# Ryszard Dąbrowski (duchowny)
Ryszard Dąbrowski (ur. 7 listopada 1933 w Warszawie, zm. 11 stycznia 2018) – polski duchowny rzymskokatolicki, a następnie starokatolicki, ksiądz infułat oraz wieloletni kanclerz kurii biskupiej Kościoła Polskokatolickiego w RP.

## Życiorys

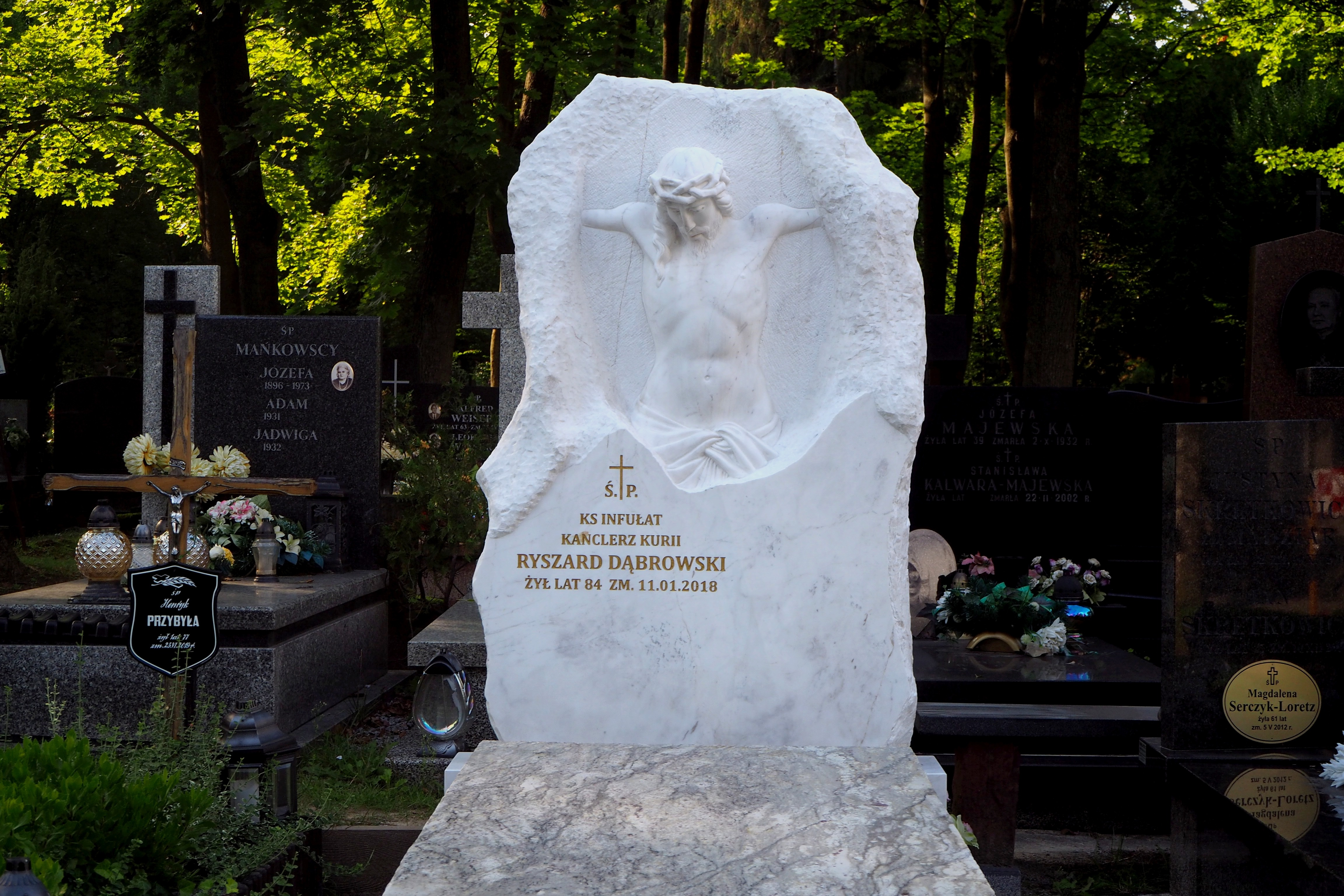
Grób ks. infułata Ryszarda Dąbrowskiego na Cmentarzu Wojskowym na Powązkach w Warszawie

Należał do zgromadzenia salezjanów. 29 czerwca 1960 przyjął święcenia kapłańskie z rąk bpa Antoniego Pawłowskiego. W 1968 uzyskał stopień naukowy magistra teologii na Wydziale Teologicznym Katolickiego Uniwersytetu Lubelskiego. W 1977 przeszedł do duchowieństwa diecezjalnego i objął obowiązki wikariusza parafii katedralnej pw. św. Jana Chrzciciela w Warszawie. Dwa lata później wyjechał do USA, gdzie działał w parafiach polonijnych. Po powrocie do Polski został duchownym Kościoła Polskokatolickiego w RP, piastując przez wiele lat urząd kanclerza kurii biskupiej Kościoła. Był bliskim współpracownikiem zwierzchników Kościoła bpa Tadeusza Ryszarda Majewskiego i jego następcy bpa Wiktora Wysoczańskiego. W 1997 otrzymał tytuł infułata.